# 1978 год в авиации
Список событий в авиации в 1978 году.

## События
- 1 июня — Аэрофлот прекратил сверхзвуковые пассажирские рейсы Ту-144.
- 9 августа — Boeing 747-200 едва не разбился в центре Афин, но вернулся в аэропорт.
- 15 сентября — начала коммерческие полёты авиакомпания Big Sky Airlines.

### Катастрофы
- 1 января — Катастрофа Boeing 747 под Бомбеем
- 23 мая — катастрофа Ту-144 под Егорьевском.
- 19 сентября — первый полёт британского палубного самолёта Fairey Gannet.[1]
- 25 сентября — Столкновение над Сан-Диего.
- 21 октября — загадочное исчезновение Фредерика Валентича на самолёте Cessna 182L в небе над Бассовым проливом.
- 28 декабря — катастрофа DC-8 в Портленде.

### Без точной даты
- Июль — основана авиакомпания Air Berlin.
- Основана авиакомпания Air Inuit.
- Основана авиакомпания Air Rarotonga.

## Персоны

### Скончались
- 14 октября — Владимир Михайлович Мясищев, советский авиаконструктор, Генеральный конструктор ОКБ-23.